# Броня Железного человека
Броня Железного человека (англ. Iron Man’s armor) — механические доспехи, разработанные и модифицированные Тони Старком, которые он носил в комиксах Marvel. Адаптированные, они также появляются в КВМ.
Первым костюмом Старка была модель «Mark I». Доспехи имели серый цвет вместо привычной красно-жёлтой гаммы, появившейся в дальнейшем. Также Старк изобрёл броню для Воителя. Помимо обычных костюмов ещё у него были специальные доспехи, такие как броня «Халкбастер», «Thorbuster», «Anti-Celestial Armor» («Godkiller»), «Godbuster», предназначенные для определённых ситуаций. Последние две считаются одними из самых мощных.
На протяжении десятилетий Старк изобрёл множество доспехов. Изначально он думал создать броню для всех членов Мстителей.